# Gestielte Keilmelde

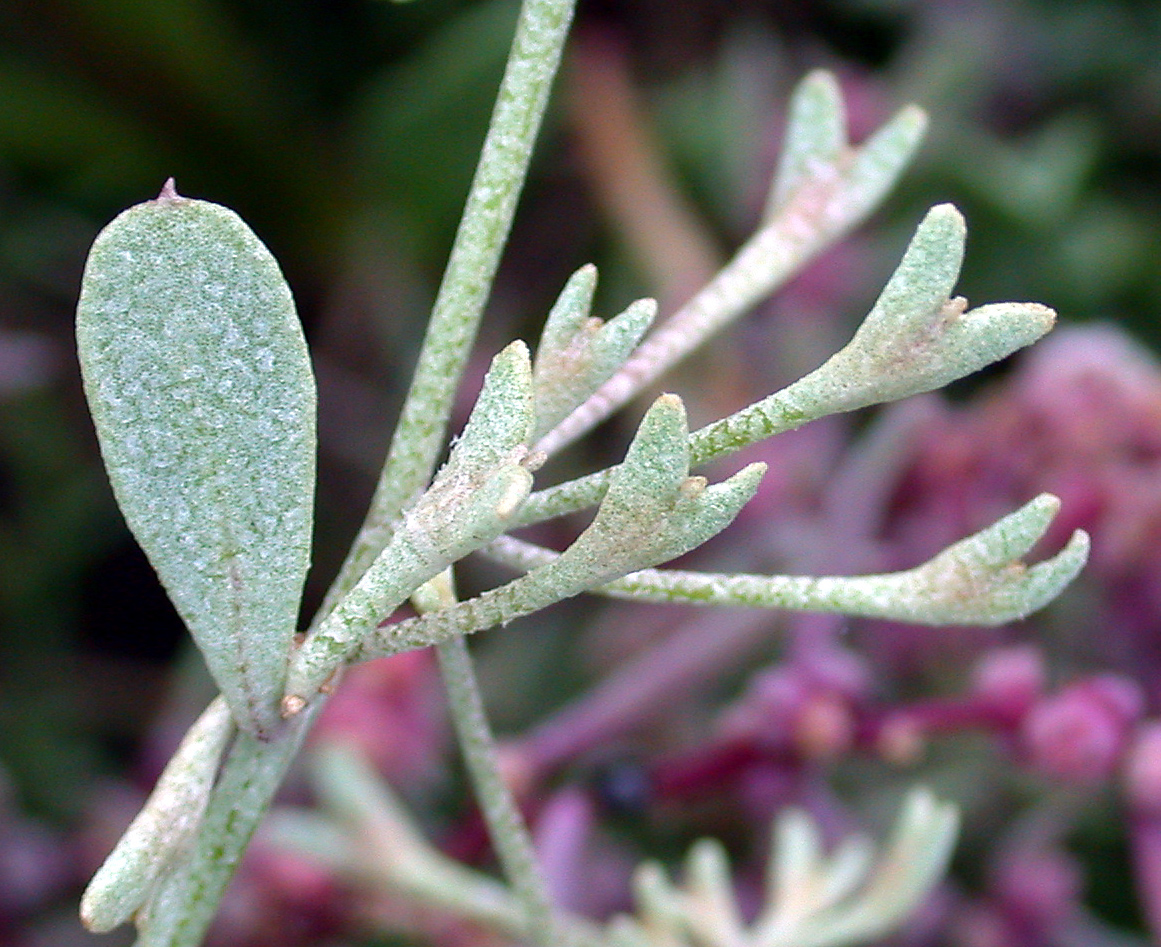
Gestielte Früchte

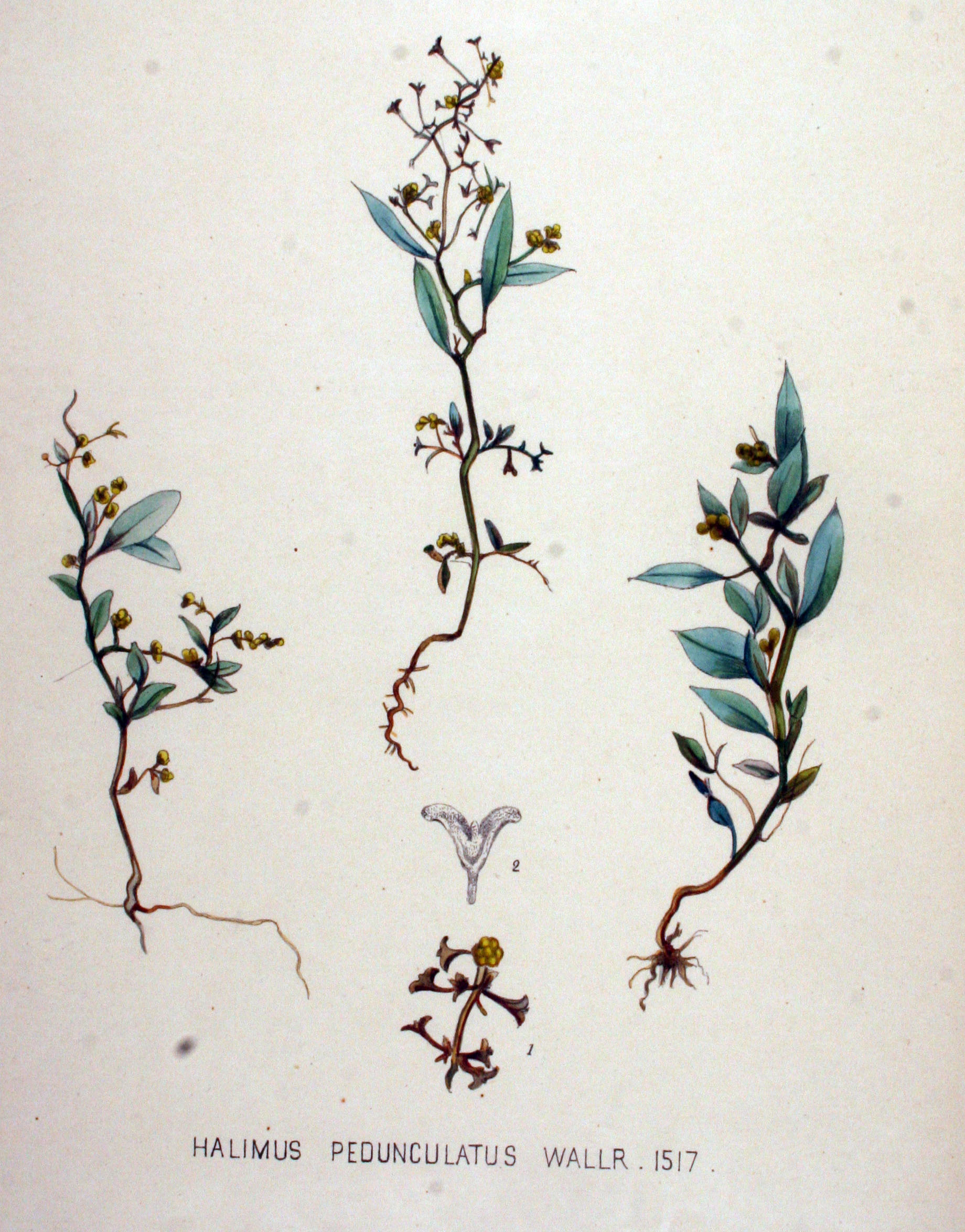
Illustration

Die Gestielte Keilmelde (Halimione pedunculata), auch Stielfrüchtige Salzmelde genannt, ist eine Pflanzenart in der Familie der Fuchsschwanzgewächse (Amaranthaceae). Sie kommt in Salzpflanzenfluren vor und gilt als gefährdete Art.

## Beschreibung

### Vegetative Merkmale
Die Gestielte Keilmelde ist eine einjährige krautige Pflanze, die Wuchshöhen zwischen 10 und 50 Zentimetern erreicht. Ihre verzweigten, silbrigen Stängel wachsen aufrecht oder aufsteigend. Die ebenfalls silbrigen Laubblätter sind im unteren Teil des Stängels gegenständig, im oberen Teil wechselständig angeordnet. Die fleischigen Blattspreiten sind bei einer Länge von etwa 4 Zentimetern verkehrt-eiförmig bis elliptisch, stumpflich und ganzrandig.

### Blütenstand und Blüte
Von Juli bis Oktober erscheinen die ährigen Blütenstände mit unauffälligen grau-grünen Blüten. Die Gestielte Keilmelde ist einhäusig getrenntgeschlechtig (monözisch). Die männlichen Blüten besitzen keine Vorblätter, sie enthalten vier bis fünf Blütenhüllblätter (Tepalen) und vier bis fünf Staubblätter. Die weiblichen Blüten sind umhüllt von zwei bis oben verbundenen, dreilappigen Vorblättern, deren mittlerer Lappen sehr kurz ist. Blütenhüllblätter fehlen den weiblichen Blüten, sie enthalten nur einen Fruchtknoten.
Die Bestäubung erfolgt in der Regel durch den Wind, gelegentlich wohl auch durch Insekten.

### Frucht und Same
Zur Fruchtzeit verlängert sich der Stiel der weiblichen Blüten, so dass die Früchte lang gestielt vom Stängel abstehen. Dieses Merkmal war ausschlaggebend für den deutschen Trivialnamen der Gestielten Keilmelde. Charakteristisch für die Gattung Halimione ist, dass die Fruchtwand dicht an den Vorblättern haftet. Der Same steht aufrecht, seine Wurzel zeigt in der Frucht nach oben. Die Samenschale ist dünn und häutig.

### Chromosomenzahl
Die Chromosomenzahl beträgt 2n = 18.

## Vorkommen und Gefährdung
Die Gestielte Keilmelde ist in Salzpflanzenfluren von Westeuropa bis nach Westasien und zum Schwarzen Meer heimisch. Ihr Verbreitungsgebiet reicht im Norden Europas bis nach Südschweden und Estland und im Süden bis nach Bulgarien. Das Hauptvorkommen in Europa liegt an der Küste von Dänemark.
In Deutschland besiedelt die Gestielte Keilmelde Salzmarschen an den Küsten von Nordsee und Ostsee und kommt auch an Binnensalzstellen vor. Sie braucht volle Besonnung und stickstoffreichen, feuchten Boden. Die Pflanzensoziologie nennt sie als Kennart der Pflanzengesellschaft (Assoziation) Puccinellietum maritimae.
Die Bestände der Gestielten Keilmelde sind in Europa stark zurückgegangen, so dass diese Art inzwischen europaweit als stark gefährdet gilt. Durch Eindeichungen werden Salzwiesen und Marschland nicht mehr regelmäßig überflutet, somit fehlen die gestörten Stellen mit offenem Boden, welche zur Keimung benötigt werden. Auch in Deutschland ist die Art selten geworden und wird als gefährdet eingestuft (Rote Liste gefährdeter Arten 3). Die Küstenvorkommen in Niedersachsen und Bremen gelten als stark gefährdet (Rote Liste 2), in Schleswig-Holstein als vom Aussterben bedroht (Rote Liste 1) und in Mecklenburg-Vorpommern sogar bereits als ausgestorben (Rote Liste 0). In Sachsen-Anhalt, wo die Gestielte Keilmelde von einigen Binnenland-Salzstellen bei Artern, Staßfurt, Hecklingen und Magdeburg bekannt ist, wird sie als stark gefährdet einstuft. In Thüringen wurde sie bei der Numburg gefunden, hier gilt sie als vom Aussterben bedroht.

## Systematik
Die Erstveröffentlichung dieser Art erfolgte 1755 durch Carl von Linné unter dem Namen Atriplex pedunculata L. in Centuria I. Plantarum ..., 1, S. 34. Paul Aellen trennte diese Art 1938 als Halimione pedunculata (L.) Aellen von Atriplex ab und stellte dabei gleichzeitig die Gattung Halimione auf (in: Verhandlungen der Naturforschenden Gesellschaft in Basel, Band 49, S. 124). In den folgenden Jahren wurde diese Art häufig wieder zu Atriplex gestellt. Phylogenetische Untersuchungen von Kadereit et al. (2010) ergaben jedoch, dass Halimione nicht in die Gattung Atriplex gehört, sondern als eine eigene Gattung Bestand hat.
Synonyme von Halimione pedunculata (L.) Aellen sind: Atriplex pedunculata L., Chenopodium pedunculatum (L.) E.H.L.Krause, Halimus pedunculatus (L.) Wallr., Obione pedunculata (L.) Moq., sowie Ceratocarpus maritimus Pall. ex M.Bieb., Ceratocarpus salinus Pall. und Diotis atriplicina Spreng..